# Sodoma. Hipokryzja i władza w Watykanie
Sodoma. Hipokryzja i władza w Watykanie – opublikowana w 2019 książka reportażowa francuskiego socjologa i dziennikarza Frédérica Martela przedstawiająca wpływy homoseksualnego środowiska w kręgach kierowniczych Watykanu i jego oddziaływanie na stanowiska etyczne i działalność Kościoła katolickiego. 21 lutego 2019 publikacja ukazała się w 8 językach w 20 krajach. Wydanie polskie w tłumaczeniu Anastazji Dwulit, Elżbiety Derelkowskiej oraz Jagny Wisz powstało nakładem Wydawnictwa Agora. Jego premiera nastąpiła w kwietniu 2019.

## Charakterystyka
Według materiałów prezentowanych przez wydawcę książka jest efektem 4-letniego śledztwa dziennikarskiego. Opiera się na danych zebranych przez Frédérica Martela od ok. 40 kardynałów oraz 100 biskupów i księży. Wydawca podaje, że jest to „opowieść o konsekwencjach ukrywania własnej orientacji. O podwójnym życiu Kościoła. O hipokryzji, która stoi za najważniejszymi decyzjami kościelnych hierarchów i wpływa na funkcjonowanie całego Kościoła. Zdaniem Martela to homoseksualizm kleru jest kluczem, który pozwala najlepiej zrozumieć pontyfikaty Jana Pawła II, Benedykta XVI i być może Pawła VI oraz papieża Franciszka”.
Konsultantem wydania polskiego był Stanisław Obirek.
Książka została wydana jednocześnie w 20 państwach, w 8 językach (według innego źródła: w 14 językach). Tytuł angielski książki brzmi: „In the Closet of the Vatican: Power, Homosexuality, Hypocrisy”. Wydanie wersji niemieckojęzycznej jest planowane na lato 2019.
Recenzje i omówienia książki ukazały się na łamach prasy światowej, m.in. „The Australian Book Review”, „The Daily Telegraph”, „Le Figaro”, „The Guardian”, „The Irish Times”, „The New York Times”, „The Spectator”, „The Times”, „Die Welt”, „Die Zeit”, również katolickiej, np. „America. The Jesuit Review”, „The Catholic World Report”, „The Tablet”.
Utworzona została witryna internetowa zawierająca dokumenty i inne materiały związane z książką pod adresem: www.sodoma.fr

## Krytyka Watykanu
Watykanista Andrea Gagliarducci twierdzi, że w książce „jest mnóstwo insynuacji, nie popartych żadnymi faktami ani dowodami”. Inny specjalista od realiów Watykanu, Antoine-Marie Izoard, zarzuca Martelowi błędy faktograficzne, podkreślając jednocześnie, że trzeba przyjąć „niepokojącą część prawdy” ukazaną w książce.